# Lago d'Orta
Il lago d'Orta o Cusio (Lagh d'Òrta o Cusi in lombardo e piemontese) è un lago di origine glaciale situato in Piemonte, suddiviso tra la provincia di Novara e quella del Verbano-Cusio-Ossola. Al suo interno è presente l'isola di San Giulio.

## Etimologia

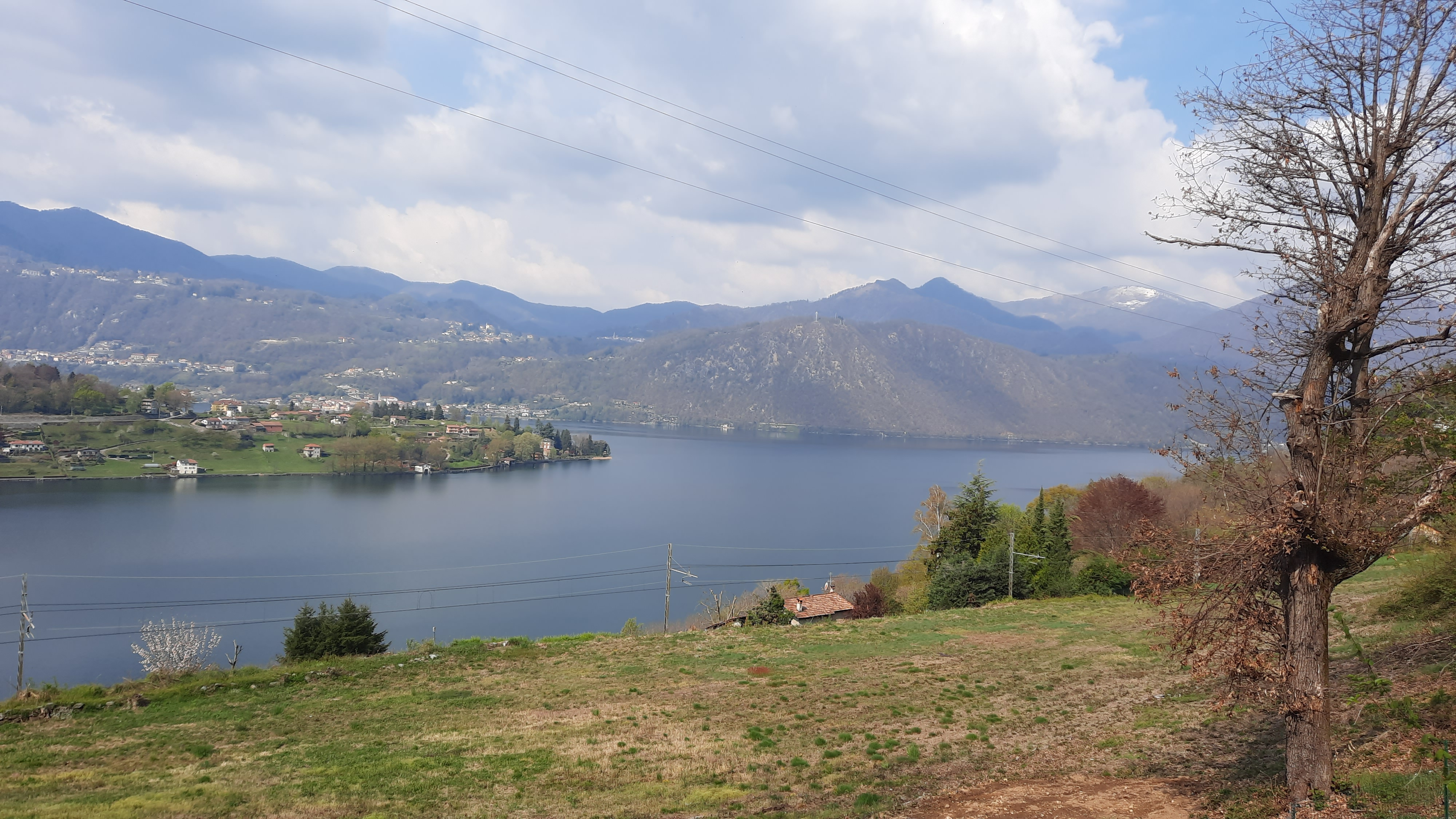
Carcegna, frazione del comune di Miasino, è un borgo situato sulle colline orientali del lago d'Orta a una altitudine di 397 m s.l.m. e conta 347 abitanti. L'abitato si sviluppa a cavaliere della strada provinciale che congiunge Legro, frazione di Orta San Giulio, con Armeno

Nel Medioevo il lago era noto come lago di San Giulio e solo a partire dal XVII secolo cominciò ad affermarsi il nome attuale di Lago d'Orta, dalla principale località rivierasca, Orta San Giulio.
 Il nome Cusius (Cusio) deriva da una cattiva lettura della Tabula Peutingeriana, dove compare un lacus Clisius la cui esatta identificazione è incerta. Il nome Cusio, diffuso dallo storico Lazzaro Agostino Cotta, autore della Corografia della Riviera di San Giulio alla fine del XV secolo, entrò comunque nell'uso comune. Sono invece più incerte le ipotesi che farebbero derivare il nome Cusius dalla tribù degli Usii, come appare per la prima volta negli scritti dello storico Antonio Rusconi nel 1880.

## Geografia
Sebbene in Piemonte non esistano le Prealpi, Il lago d'Orta viene considerato come il più occidentale dei grandi laghi delle Prealpi italiane, posizionato tra il bacino del Lago Maggiore ad est (dal quale è separato dal massiccio del Mergozzolo) e Alpi Cusiane (quali il Monte Croce) che lo separano dalla Valsesia. Il lago si è originato dal fronte meridionale del ghiacciaio del Sempione.
Al centro del lago è presente l'isola di San Giulio.

### Morfologia
Il lago si sviluppa in direzione nord-sud, ed è composto da due bacini separati da una dorsale profonda circa 100 metri situata tra Punta Crabbia sulla riva orientale e l'abitato di Ronco sulla riva occidentale. Il bacino settentrionale è quello più profondo, dove si raggiunge la profondità massima di 143 metri, mentre il bacino meridionale è meno profondo ma complessivamente più ampio
Il bacino idrografico del lago ha una superficie totale di 116 km² e si sviluppa soprattutto nella zona occidentale, dalla quale giungono la maggior parte dei suoi affluenti.

### Immissari
La maggior parte degli immissari del lago provengono dalle montagne a ovest, mentre dal Mottarone a est discende solamente il torrente Pescone.
Gli immissari da ovest sono:
- Scarpia (o Lagna)
- Plesna (o Pollesina o Pellesina)
- Pellino
- Qualba (o Qualbo o Acqualba)
- Fiumetta (o Bagnella)

### Emissari
L'unico emissario del lago è il Nigoglia, che esce dallo specchio d'acqua a Omegna e scorre in direzione nord prima di confluire nello Strona, a sua volta affluente del Toce e quindi del Lago Maggiore. Il fatto che l'emissario scorra verso nord è raro nell'arco alpino.

## Storia

### Storia antica

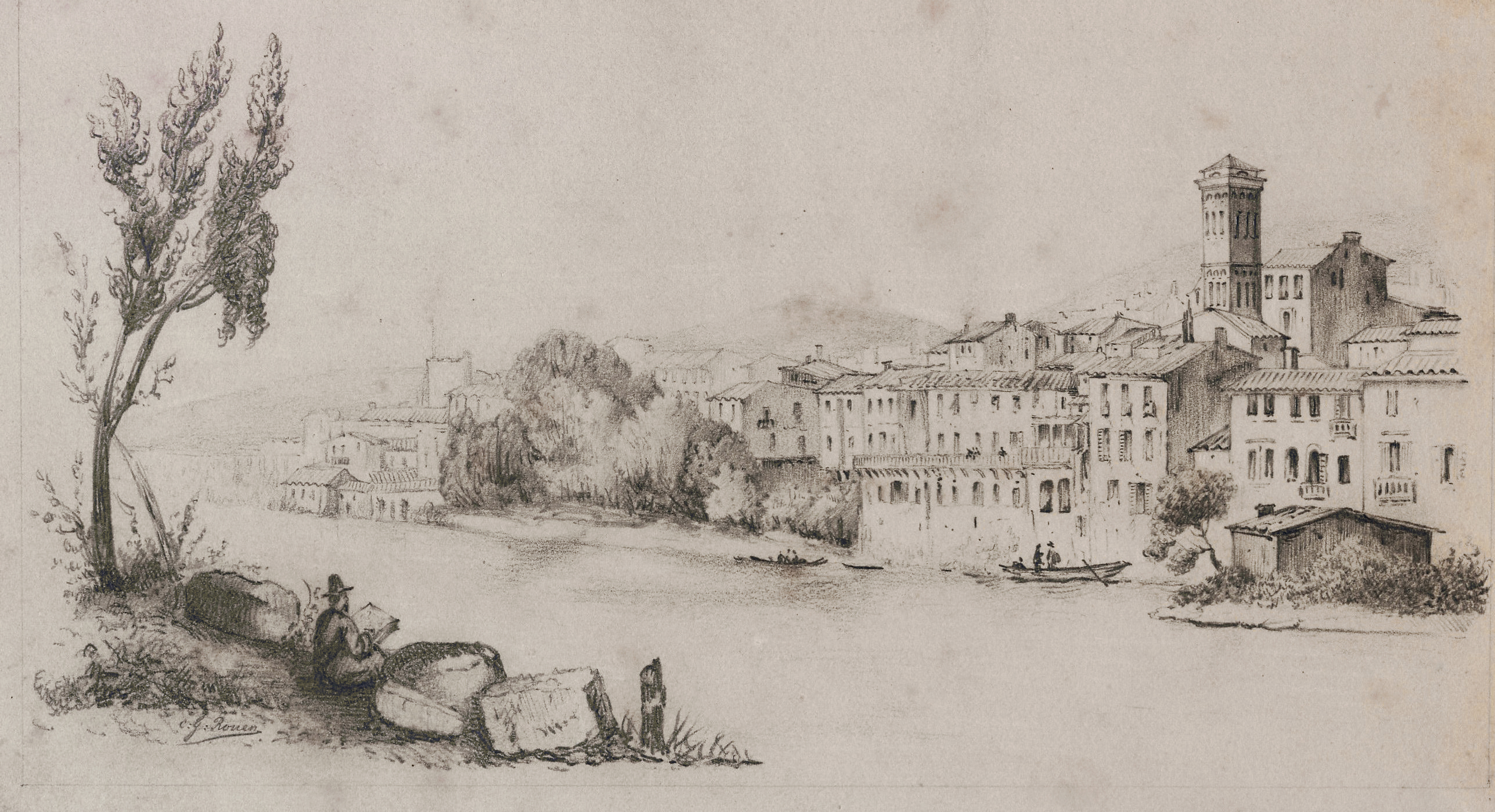
Disegno del generale Charles Rouen, 1868

La presenza umana sul lago d'Orta risale al Neolitico, come testimoniano alcuni scavi archeologici condotti sull'isola di San Giulio che hanno portato alla luce frammenti ceramici ascrivibili alla cultura dei vasi a bocca quadrata. Nel corso dell'età del ferro le sponde del lago erano abitate da popolazioni celtiche inquadrabili nell'ambito della cultura di Golasecca, mentre nei secoli successivi il territorio seguì il processo di romanizzazione che caratterizzò la transpadana.
Con l'arrivo dei Longobardi attorno all'anno 570, le terre dell'alto novarese furono inquadrate nel ducato di San Giulio, a capo del quale fu posto nel 575 il duca Mimulfo con l'incarico di difendere la zona dell'Ossola dai Franchi. Quando i Franchi varcarono il Passo del Sempione, il re dei Longobardi Agilulfo fece decapitare Mimulfo. Nel 957 il castello dell'isola, in cui si era asserragliato Berengario d'Ivrea, venne assediato da Litolfo, figlio dell'imperatore Ottone I di Sassonia. Alla morte di Litolfo, Berengario riprese le ostilità costringendo lo stesso imperatore a calare in Italia; mentre Berengario si fortificava a San Leo nel ducato di Spoleto, sua moglie Willa, radunati tutti i suoi tesori, si rifugiò sull'isola di San Giulio, essendo queste le uniche fortezze del regno a poter resistere a lungo. L'assedio all'isola del 962 durò due mesi, dopodiché la regina si arrese. Ottone si impossessò del tesoro ma, ammirato dal coraggio della regina, le permise di raggiungere il marito. Durante l'assedio nacque sull'isola Guglielmo da Volpiano, futuro abate di Digione.
La leggenda sulla fondazione della basilica di San Giulio narra che alla fine del IV secolo due fratelli, Giulio e Giuliano, originari dell'isola greca di Egina, arrivarono sulle rive del lago e si dedicarono all'abbattimento dei luoghi di culto pagani e alla costruzione di chiese, con il beneplacito dell'imperatore Teodosio I. San Giulio lasciò al fratello Giuliano il compito di edificare a Gozzano la novantanovesima chiesa, cercando da solo il luogo dove sarebbe sorta la centesima. Giulio individuò nella piccola isola il luogo adatto, ma non trovando nessuno disposto a traghettarlo, stese il suo mantello sulle acque e navigò su di esso. Sull'isola, Giulio sconfisse i draghi e i serpenti che popolavano il luogo, simbolo evidente della superstizione pagana, cacciandoli per sempre e gettando le fondamenta della chiesa nello stesso punto in cui oggi si trova la basilica.
Nel 1219, dopo una contesa ventennale tra il vescovo e il comune di Novara, nacque formalmente il feudo vescovile della Riviera di San Giulio, suddiviso nelle tre unità amministrative di Riviera Superiore, Riviera Inferiore e Signoria di Soriso. Nel 1311 la Riviera divenne contea imperiale, successivamente conosciuta anche come principato vescovile.

### Storia moderna
Nel 1767 i diritti sovrani sul territorio furono ceduti a Casa Savoia; la definitiva cessione di potere ai Savoia avvenne però solo nel 1817 con la rinuncia ufficiale da parte dell'ultimo principe-vescovo titolare. Il comune di Omegna e la parte settentrionale del lago, invece, si federarono con il comune di Novara fin dal 1221, seguendo le sorti del territorio novarese.

### Storia contemporanea
A partire dal 1926 il lago fu gravemente inquinato dagli scarichi di rame e solfato d'ammonio dell'industria tessile Bemberg, che produceva rayon con il processo cupro-ammoniacale; in pochi anni il lago diventò invivibile per la maggior parte degli organismi pelagici e bentonici ivi presenti.
L'evento del 1926 non fu l'unico, e l'inquinamento continuò negli anni successivi a causa del continuo processo di industrializzazione delle coste. Negli anni '60 i metalli scaricati dalle attività elettrogalvaniche (quali i sali di rame, cromo, nichel e zinco) aggravarono le condizioni del lago accentuando ulteriormente l'acidificazione dell'intera massa lacustre provocata dai processi di ossidazione biochimica dell'ammonio a nitrato. Con la chiusura degli scarichi venefici, dagli anni '80 iniziò un graduale miglioramento anche a seguito di interventi massivi di liming effettuato dall'Istituto per lo studio degli ecosistemi di Pallanza, e alla costruzione dei collettori fognari delle zone urbane limitrofe.
Nel 1992, con l'istituzione della provincia del Verbano-Cusio-Ossola per scorporamento da quella di Novara, il lago venne suddiviso tra due amministrazioni provinciali.

## Ambiente

### Flora
La presenza di flora acquatica nel lago era molto bassa prima dei numerosi interventi fatti negli ultimi anni, a causa delle vicissitudini che nel corso del Novecento avevano causato un grave inquinamento delle sue acque fino a renderlo noto come il lago più acidificato del mondo. Grazie agli interventi di bonifica iniziati nel 1989 alcuni taxa sono stati reintrodotti nel lago, ma a causa delle peculiari condizioni dell'ambiente in continuo mutamento non tutti sono riusciti a sopravvivere. Attualmente sono presenti nel lago alcune specie di fitoplancton, tra le quali quelle appartenenti alla Divisione Chlorophyta.

### Fauna
Il lago è abitato da numerose specie di pesci di acqua dolce e da alcuni molluschi. Tra i pesci sono presenti:
- Alosa agone
- Alburnus arborella
- Salariopsis fluviatilis
- Cyprinus carpio
- Squalius cephalus
- Carassius carassius

- Micropterus salmoides
- Perca fluviatilis
- Esox lucius
- Sander lucioperca
- Lepomis gibbosus
- Rutilus rutilus

- Scardinius erythrophthalmus
- Cobitis taenia
- Tinca tinca
- Gobio gobio
- Telestes souffia
- Salmo trutta

Tra i molluschi la specie Unio elongatulus è stata oggetto di un progetto di ripopolamento da parte dell'Istituto di ricerca sulle acque.

## Geografia antropica

### Centri abitati

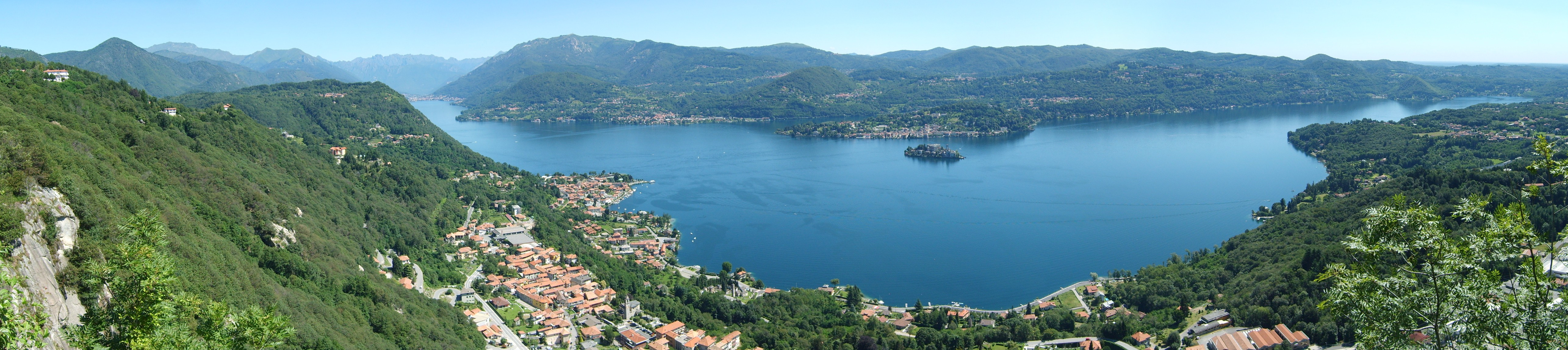
Il lago visto dal Santuario della Madonna del Sasso

Il Lago d'Orta è suddiviso tra 8 comuni, 6 dei quali appartenenti alla Provincia di Novara e 2 alla Provincia del Verbano-Cusio-Ossola. I comuni, partendo dalla punta settentrionale e in senso orario sono:
| Stemma | Comune                 | Provincia            | Abitanti |
| ------ | ---------------------- | -------------------- | -------- |
|        | Omegna                 | Verbano-Cusio-Ossola | 15 224   |
|        | Pettenasco             | Novara               | 1 377    |
|        | Miasino                | Novara               | 799      |
|        | Orta San Giulio        | Novara               | 1 280    |
|        | Gozzano                | Novara               | 5 628    |
|        | San Maurizio d'Opaglio | Novara               | 3 199    |
|        | Pella                  | Novara               | 977      |
|        | Nonio                  | Verbano-Cusio-Ossola | 855      |

## Economia
L'economia del territorio è legata soprattutto al distretto industriale dei rubinetti situato nel basso Cusio al quale si aggiunge il settore turistico, per i quali i centri principali sono Orta San Giulio e Pella per la provincia di Novara e Omegna per la provincia del Verbano-Cusio-Ossola. Le attrazioni principali del lago sono l'isola di San Giulio e il Sacro Monte di Orta, che assieme ai Sacri Monti della Lombardia e del Piemonte è stato iscritto dall'UNESCO nella lista del Patrimonio dell'umanità dal 2003. Altri siti turistici della zona sono il Santuario della Madonna del Sasso e la Torre di Buccione.

## Infrastrutture e trasporti

### Strade
- Autostrada A26 dei trafori Genova-Gravellona Toce
  - uscita Arona
  - uscita Borgomanero
  - uscita Gravellona Toce
- Strada provinciale 229 Novara-Gravellona Toce, lungo la costa est del lago
- Strada provinciale 46 Gozzano-Omegna, lunga la costa ovest del lago

### Ferrovie
Lungo la costa est del lago, parallela alla SP229, corre la Ferrovia Domodossola-Novara. Il tronco tra Gozzano e Orta San Giulio venne inaugurato il 18 agosto 1884, mentre il tratto da Orta a Gravellona Toce venne aperto il 30 aprile 1887. Nei pressi del lago, provenendo da Novara, sono attive le seguenti stazioni:
- Stazione di Bolzano Novarese
- Stazione di Gozzano
- Stazione di Orta-Miasino
- Stazione di Pettenasco
- Stazione di Omegna

### Navigazione
Sul lago è presente un servizio di navigazione operato dalla società Navigazione Lago d'Orta S.r.l..
La flotta è composta da 3 motonavi, che mettono in collegamento principalmente Orta e Pella con l'isola ma anche Omegna con Orta San Giulio.

## Cultura e turismo

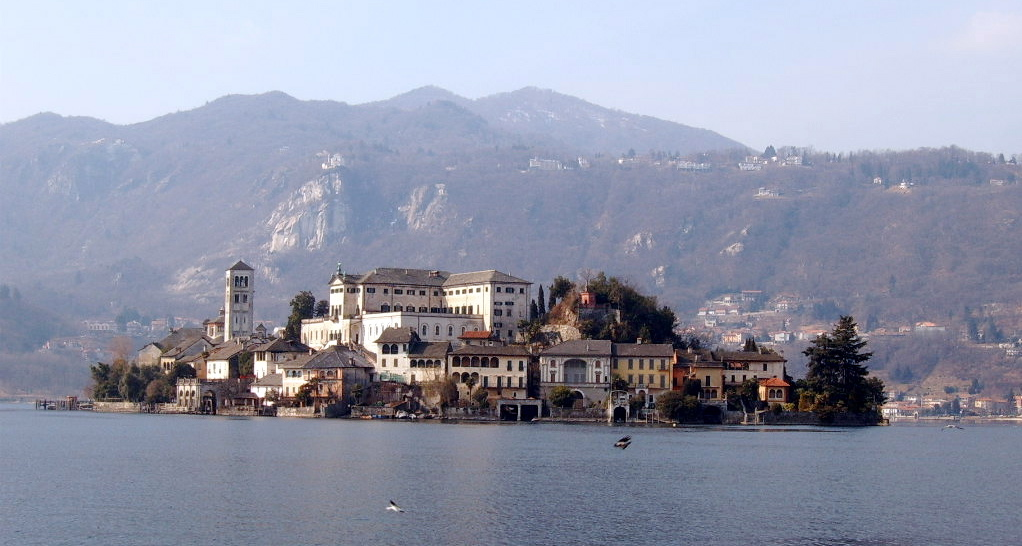
L'isola di San Giulio

Della zona del lago d'Orta è originario lo scrittore Gianni Rodari, nato il 23 ottobre 1920 a Omegna. Nelle sue opere sono numerosi i riferimenti al lago, come ne C'era due volte il barone Lamberto ambientato sull'isola di San Giulio, e ne Il ragioniere-pesce del Cusio. Per rendere omaggio al noto concittadino, il comune di Omegna ha realizzato il "Parco della Fantasia Gianni Rodari".
Il lago d'Orta fu teatro del breve incontro tra Friedrich Nietzsche e Lou von Salomé, che costituì una delle rarissime esperienze femminili del filosofo; dopo il rifiuto di Lou Salomé alla sua proposta amorosa, Nietzsche iniziò la gestazione delle sue opere critiche, tra cui Così parlò Zarathustra.
Nel 1997 è stato costituito l'Ecomuseo del Lago d'Orta e Mottarone, sulla base della L.R. n. 31/1995 con cui la Regione Piemonte ha promosso la costituzione di ecomusei sul proprio territorio.
Nei paesini del Lago di Orta è ambientato il gustoso racconto "Alpinisti ciabattoni" di Achille Giovanni Cagna (1847-1931) colorato, divertente ed impegnato diario delle vacanze di due coniugi piccolo borghesi sul finire del 1800.